# Милена Максимовић
Милена Максимовић је српски професор на Филозофском факултету у Палама на одсјеку за Општу књижевност и библиотекарство. За дугогодишњи рад у струци добитник два значајна признања, и то награде „Милорад Панић-Суреп“ 1999. године, коју додјељује Заједница библиотекара Србије и повеље „Ђорђе Пејановић“, коју додјељује Друштво библиотекара Републике Српске 2002. године. У библиотечким и другим публикацијама објавила је више значајних радова из библиотекарства и културне историје Срба.

## Биографија
Милена Максимовић је рођена 12. августа 1949. године у Прњавору. Основну школу и гимназију завршила у Босанској Дубици 1967. године. Дипломирала на Педагошкој академији у Сарајеву 1969. године на групи за библиотекарство. На Филозофском факултету у Сарајеву, на одсјеку за Општу књижевност и библиотекарство дипломирала 1977. године. Магистарски рад под насловом "Библиографија радова часописа Братство (Сарајево; 1925-1941)" одбранила на Филозофском факултету Универзитета у Српском Сарајеву. Докторску дисертацију под насловом "Ђорђе Пејановић (1878-1962) као библиотекар, културни и просвјетни радник и библиограф (са персоналном библиографијом)" одбранила је на истом факултету 2005. године и стекла научно звање доктора библиотечких наука.
Радила у библиотекама Педагошке академије у Сремској Митровици, Учитељске школе у Сарајеву, Библиотеци града Сарајева, Библиотеци Матице српске, Српској централној библиотеци „Просвјета“ у Србињу и од 2001. године у Народној библиотеци Србије у звању библиограф-савјетник. Ангажована је на Катедри за општу књижевност и библиотекарство на Филозофском факултету у Палама од 1999. године, прво као сарадник, доцент, а сада и у звању ванредног професора на предмету из области Библиотекарства.
Др Милена Максимовић је била једна од иницијатора и оснивача Друштва библиотекара Републике Српске и његов први предсједник. За допринос у библиотекарству и његовом повезивању на ширим српским просторима, године 1999. добија награду "Милорад Панић-Суреп", а у октобру 2002. године повељу "Ђорђе Пејановић".